# Land of the Gun
Land of the Gun è il quinto album dei Legs Diamond, pubblicato nel 1986 per l'etichetta discografica Target Records.

## Tracce
1. My Own Game
2. Falling in Love
3. Waitin for the Nite
4. Steal a Heart
5. Turn to Stone
6. Raggedy Man
7. Rock Doktor
8. Land of the Gun

## Formazione
- Rick Sanford - voce, flauto
- Jim May - chitarra solista, cori
- Mike Prince - chitarra ritmica, tastiere, cori
- Mike Christie - basso, cori
- Jeff Poole - batteria
- Jonathan Valen - batteria (solo accreditato, non partecipò alle sessioni)
- Dusty Watson - batteria (non accreditato)